# (6767) Shirvindt
(6767) Shirvindt (1983 AA3) – planetoida z pasa głównego asteroid okrążająca Słońce w ciągu 4,38 lat w średniej odległości 2,67 j.a. Odkryta 6 stycznia 1983 roku.